# غاري كونولي
غاري كونولي (بالإنجليزية: Gary Connolly)‏ هو لاعب دوري الرغبي أسترالي، ولد في 22 يونيو 1971 في سانت هلنز في المملكة المتحدة.